# カー用品

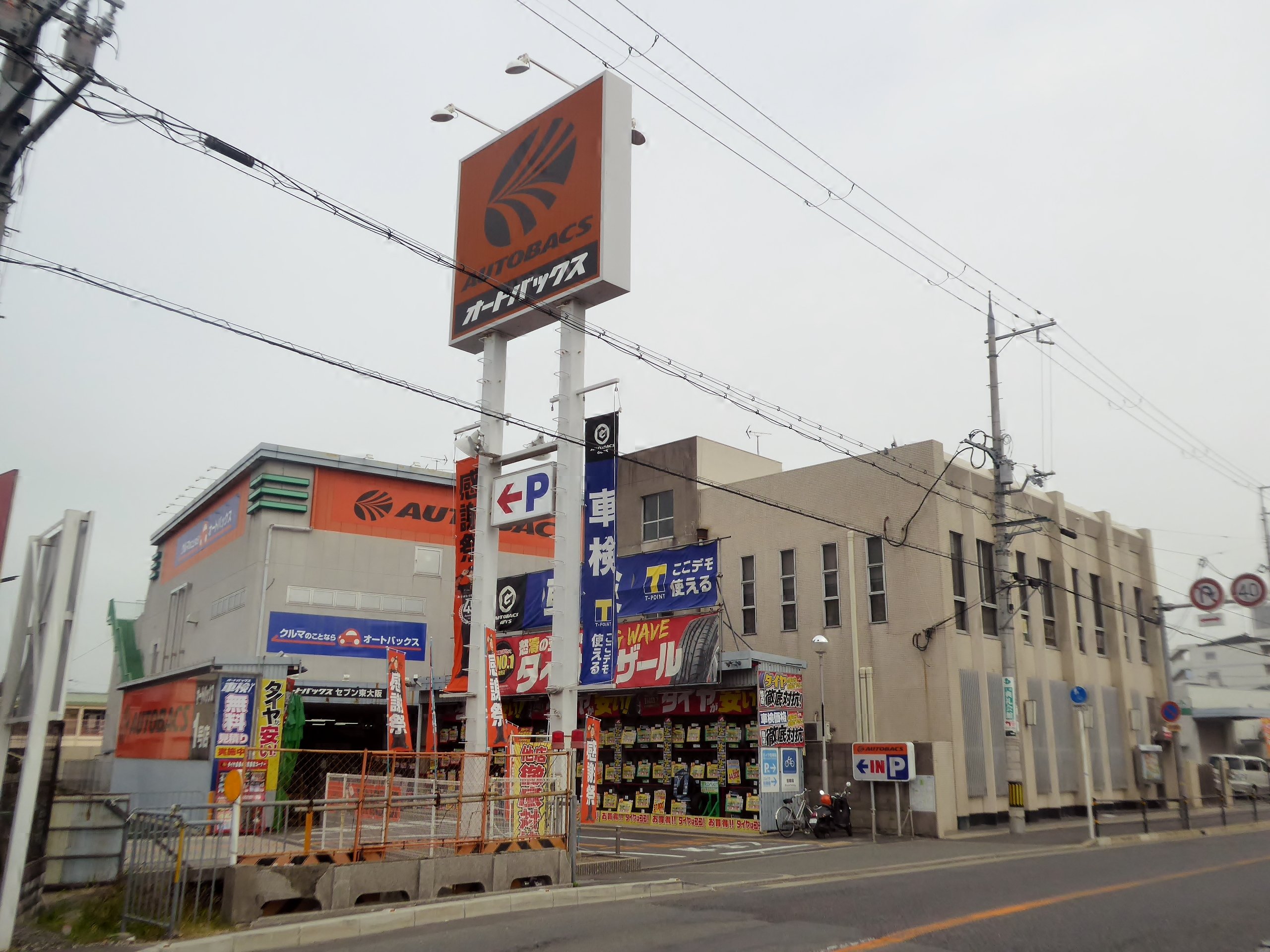
オートバックス

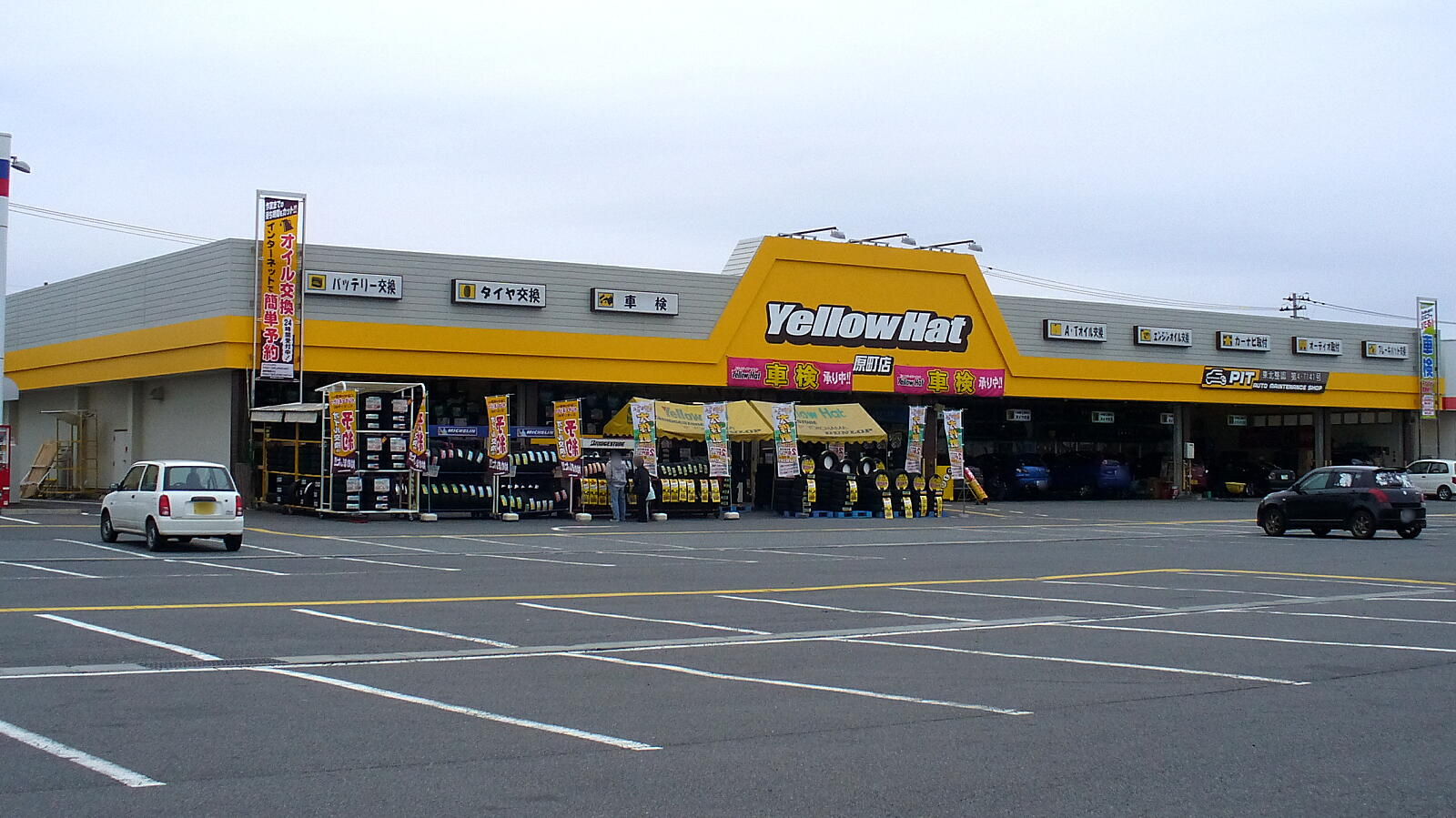
イエローハット

カー用品（カーようひん）は、自動車に関する用品のこと。また、カー用品を専門的に取り扱うカー用品店（カーようひんてん）についてもここで述べる。

## 概要
カー用品は、自動車のうち主に乗用車のユーザーが、自身の自動車をメンテナンスするのに利用したり、あるいはカスタムするためのパーツ、車内や車外に取り付けるアクセサリー類、更には車内の快適さを向上させるために利用する物品である。
後述するようにメンテナンス用の消耗部品や消耗品（いわゆる「ケミカル類」のような薬品なども）から、それらを扱うための器具・工具から、カスタムパーツはなおのこと、装飾用の部品や車内に設置する設備や装置など多岐にわたるが、これらはいずれも車種による向き・不向きがあるほか、ユーザーである消費者の好みによっても様々な選択の幅があり、いわゆるカー用品店（後述）など専門業態からガソリンスタンド・ホームセンター・ディスカウントストアなどまで、これらを扱うところも幅広い。
このような物品のうち、消耗部品や消耗品などは自動車の利用に欠かせないものではあるが、カスタムパーツやアクセサリー類は基本的に無くても自動車の基本的な機能は維持可能である。一方で、乗用車がモータリゼーションによって大衆にまで大衆車が普及するようになって以降、自動車を所有し運転することが趣味の範疇として成立することを背景として、その延長としてユーザーは自動車の性能や操作性を向上させるなどするためにカスタマイズの部品を求めたり、車内の快適さを向上させるためにアクセサリーを利用する、自分の自動車を飾り他と区別するために利用するなどしている。
これらの様々なカー用品に絡んでは、自動車自体が扱いを誤れば多大な財産や人命に関わる非常に大きな事故にも繋がりかねないこともあって、自動車の安全性を損なう方向での利用に制限が設けられる場合もあり、改造車でも安全性が確保できないと予測される場合は車検（日本のそれに関しては自動車検査登録制度参照）が通らず公道での運用が出来なくなるなどのペナルティも存在し、過去発売されたカー用品の中にも、適正な利用が後年求められたり、メーカー自主規制の形で販売が取りやめられたり、何らかの制限が加えられたものも存在する。また特定の化学物質利用に制限が加えられたため、使用できなくなったり、別のものに置き換えられたりした用品もある。
とはいえこういった問題に発展したケースを別とすると、今日広くカー用品が販売され流通していることが示すとおり、こういった物品は多くの消費者に求められており、販売店の店頭では様々な機能・利便性・バリエーションを具えた製品群を見出すことができる。
2010年代に入り、若者の車離れが進むなか国内カー用品の市場規模も縮小しつつあり、1970年代-1980年代に創業、進出した老舗カー用品メーカーの撤退、倒産等も見受けられるようになった。
なお、自動車の一種であるオートバイに関しては、乗用車一般を対象としたカー用品とはまた異なるものが必要とされるため、オートバイ用品のような別枠で扱われる傾向がある。

## 取扱いアイテム
具体的にはヘッドライトなどの電球、タイヤ、カーオーディオなどの中で、特に「アフターパーツ」と言われる自動車購入後に取付・交換・追加・改造などに用いられる物のことを指して言うことが多い。
- カーAV
  - カーナビゲーション
  - カーオーディオ
  - スピーカー
  - 車載用DVDプレーヤー
  - 後席用モニター

- 油脂類
  - エンジンオイル
  - ATフルード
  - トランスミッションオイル
  - デフオイル
  - ブレーキフルード
  - ロングライフクーラント（LLC、不凍液）

- タイヤ
  - ラジアルタイヤ
  - タイヤチェーン
  - スタッドレスタイヤ
- ホイール
  - アルミホイール

- スポーツチューニング関係
  - 吸排気系
    - エアクリーナーフィルター・ファンネル
    - エグゾーストマニホールド・マフラー

  - 足回り系
    - 車高調整式サスペンションキット
    - ショックアブソーバー
    - コイルスプリング
    - スタビライザー
    - 各種アーム類

  - 剛性系
    - ストラットタワーバー
    - ロワーアームバー
    - ロールケージ

  - 電装系
    - スパークプラグ・プラグケーブル・アーシングケーブル
    - チューニング用コンピュータ（フルコン・サブコン・ロム等）
    - 追加メーター類

  - 内装系
    - スポーツシート（フルバケットタイプ・セミバケットタイプ）
    - ステアリング・ステアリングボス
    - シフトノブ・ショートストロークシフト
    - フロアマット

- 自動車用電装品関係
  - 配線・スイッチなどの電気部品
  - ヒューズ
  - バッテリー
  - ヘッドライト、テールライトなどの電球（ハロゲンバルブ、HIDバーナー）
  - エンジンスターター
  - レーダー探知機
  - カーセキュリティ関連
    - ドライブレコーダー
    - サイレン・アラーム
    - イモビライザー

  - 携帯電話関連
    - ハンズフリーユニット
    - 車載用充電器

  - ETC車載機

- カーケア用品
  - 洗車用品
    - ブラシ
    - 洗剤
    - ワックス

  - 部品の洗浄剤（整備用語で「ケミカル」とも呼ばれる）
  - 芳香剤・脱臭剤
  - 各種インテリア用品

## カー用品店
これらカー用品を専門的に扱っている店をカー用品店という。
ここ数年は「スーパーオートバックス」に代表される大型チェーン店舗の出店ラッシュが相次いでおり、店内は男性が多いドライバーだけでなく、そのファミリーを取り込もうと暖色系の木目を基調とした店内にキッズスペースや軽食スペースのアメニティを重視した、大型ショッピングセンターやシネマコンプレックス（映画館）と共に郊外のバイパス沿いに建設されている大型店舗が話題となっている。最近では、整備中のピットを待合室からでも見えるようにしている店舗が増えているほか、個別に認証工場の認定を得るなど技術サービスを売り物にする店も増えている。一方、インターネットの普及に伴って小企業・個人事業主による全国通販形態を取る店舗も目立ってきている。近年は、中古カー用品についても需要が増加傾向にあり、中古カー用品専門チェーンの出店も増えている。

### カー用品店で行われるサービス
- 車検・整備・点検
- 油脂類・タイヤ等消耗品の販売・取付け
- カーAV製品の販売・取付け
- スポーツチューニングパーツの販売・取付け
- 洗車・ボディコーティング (ポリマー加工)
- 新車・中古車の販売
- 損害保険代理店業務 etc.

### 主なカー用品チェーン店
- オートバックスセブン
  - オートバックス
  - スーパーオートバックス
  - ジョイフル車検・タイヤセンター（2021年4月1日にジョイフル本田から全株式を取得し完全子会社化）
- イエローハット
  - オートテック（2008年10月イエローハットが計10店舗を買収）
  - モンテカルロ（2012年3月1日完全子会社化、現「広島イエローハット」）
  - ドライバースタンド（2012年4月子会社化、現「2りんかんイエローハット」。四輪部門はイエローハットに転換、バイク用品店「2りんかん」を運営）
- ジェームス（jms）（トヨタ自動車系列のトヨタモビリティパーツが運営）
- ピットワーク（日産自動車系列）
- オートウェーブ
- オートウェイ
- オートアールズ（ベイシアグループ／カインズ子会社）
  - カインズオート
- オートリメッサ（スズキビジネス系列）
- カレッツァ
- アップガレージ
- アイパーツ
- カーポートマルゼン
- フジ・コーポレーション
- クラフト（コメ兵子会社のタイヤショップチェーン）
- ガレージオフ（ハードオフの自動車、自転車用品専門店）

### タイヤメーカー系フランチャイズ
- ブリヂストンショップ
  - タイヤ館
  - コクピット
  - ミスタータイヤマン
- ヨコハマタイヤショップ
  - グランドスラム
  - タイヤタウン
  - タイヤガーデン
- ダンロップファルケンショップグループ（DFS）
  - タイヤランド
  - タイヤセレクト
  - オートランド